# Xã Chapin, Michigan
Xã Chapin (tiếng Anh: Chapin Township) là một xã thuộc quận Saginaw, tiểu bang Michigan, Hoa Kỳ. Năm 2010, dân số của xã này là 1.060 người.